# Battaglia di Tit
La battaglia di Tit (o di Tin-êsa) fu lo scontro decisivo per la penetrazione francese nel Sahara, che inflisse ai Tuareg del nord un colpo tale da costringerli a destituire il loro amenukal ed a trattare una resa.

## La Francia nel Sahara
Nell'ambito della sua politica coloniale, che in Nordafrica ebbe inizio nel 1830 con la presa di Algeri, la Francia si volse ben presto al Sahara, cominciando le manovre per sottomettere tutta l'area. Tra il 1852 e il 1864 conquistò, nell'ordine, Laghouat, lo Mzab, Ghardaïa, Ouargla e Touggourt, giungendo ai limiti del grande deserto. Cominciò quindi a inviare spedizioni che si inoltrarono sempre più nel deserto, con lo scopo di attraversarlo, congiungendosi con i possedimenti nei territori a sud del Sahara.

### Le missioni Flatters
Le prime due missioni, affidate al tenente colonnello Flatters, avevano lo scopo di individuare il tracciato per una ferrovia transsahariana. La prima si svolse nel corso del 1880 e consentì un primo approccio al deserto, ma fu solo con la seconda, iniziata nel dicembre dello stesso 1880, che Flatters cercò di attraversare il cuore dell'Ahaggar. L'amenukal dell'epoca, Ahitaghel, era contrario all'arrivo dei francesi e in diversi dispacci aveva cercato di farli desistere dall'impresa. Il 16 febbraio 1881, un gruppo di tuareg armati piombavano su Flatters e i suoi compagni di viaggio, massacrandoli e costringendo i pochi superstiti ad una rapida ritirata. Sulle responsabilità del massacro, che i Francesi attribuirono senza ombra di dubbio a Ahitaghel, le opinioni sono divergenti, ma sembra che il ruolo maggiore fosse stato di Attisi ag Amellal, il focoso nipote ed erede di Ahitaghel, il quale non poteva denunciarlo per via del codice di comportamento tuareg che impone agli zii materni di sopportare senza reagire qualunque eccesso dei nipoti.
L'evento fece scalpore in Francia e alimentò le correnti più ostili ai tuareg, ma nel breve periodo permise a questi ultimi di godere per più di un decennio di un allentamento della pressione francese. La quale tuttavia riprese qualche tempo più tardi, soprattutto dopo che la Francia si fu assicurata il via libera dall'Inghilterra, grazie alla Conferenza di Berlino del 1884-85 ed alla successiva convenzione anglo-francese del 5 agosto 1890, che riconosceva tutta l'Africa Occidentale come sua "area di influenza".
Fu così che nel 1898 una nuova spedizione, guidata da Fernand Foureau e dal comandante Amédée-François Lamy, molto più grande ed agguerrita, partì da Ouargla, alla volta del lago Ciad, che venne raggiunto agli inizi del Novecento, sia pure con molte perdite di animali e attrezzature.
Nel frattempo, il 29 dicembre 1899, con un colpo di mano, i Francesi si erano impadroniti anche della località di In Salah, ideale come avamposto per le missioni nel cuore del Sahara.

## Pretesto della battaglia
L'evento che occasionò l'"operazione di polizia" francese culminata nella battaglia di Tit fu un fatto relativamente banale. Al principio del 1902, un tuareg di nome Baba ag Tamaklast, della tribù nobile dei Kel Ghela, rubò i cammelli di un suo parente, Mokhammed ag Gheli, conosciuto anche col nome arabo di Mohammed Ben Messis, che aveva sangue tuareg per parte di madre e arabo per parte di padre. Questo Ben Messis, perfettamente bilingue in tuareg e arabo, esercitava la funzione di interprete presso i distaccamenti militari francesi (tra l'altro, era un eccellente poeta e ha composto diverse poesie in tuareg sull'evento). La bravata di Baba (che aveva avuto anche la sfrontatezza di prendere a frustate la sorella di Ben Messis, Fatma), venne condannata da gran parte dei tuareg (anche Mano Dayak lo definisce un «bandito, mascalzone, uomo senza onore»), ma non da Attisi ag Amellal (divenuto amenukal nel 1900, alla morte di Ahitaghel), che non considerava disonorevole razziare chi si fosse messo al servizio dei Francesi. A detta di Benhazera (1908:127), Baba avrebbe agito su istigazione di Mokhammed ag Ourzigh, che formalmente condivideva con Attisi il titolo di amenukal ma nella realtà era stato "scavalcato" da quest'ultimo e desiderava con questo genere di provocazioni creargli difficoltà ponendolo in situazioni imbarazzanti.
Ben Messis decise di reclamare per l'oltraggio subito presso i Francesi, i quali colsero questo pretesto per giustificare un'azione di forza, che il governatore generale dell'Algeria sembrava restio ad autorizzare, e che venne quindi decisa in loco dal Comandante Cauvet.  Da tempo, infatti, egli mirava a "dare una lezione" ai tuareg dell'Ahaggar che avevano massacrato la missione Flatters. Per questo inviò un gum (distaccamento a cavallo) formato esclusivamente da indigeni fedeli ai Francesi e da arabi Chaanba, storici nemici dei tuareg, sotto il comando del tenente Cottenest (n. a Bergues 26/3/1870, m. in battaglia nello Champagne 28/9/1914), unico francese della truppa. A tutti i componenti della spedizione venne dato un fucile a 8 colpi e un grande numero di munizioni.

## La battaglia

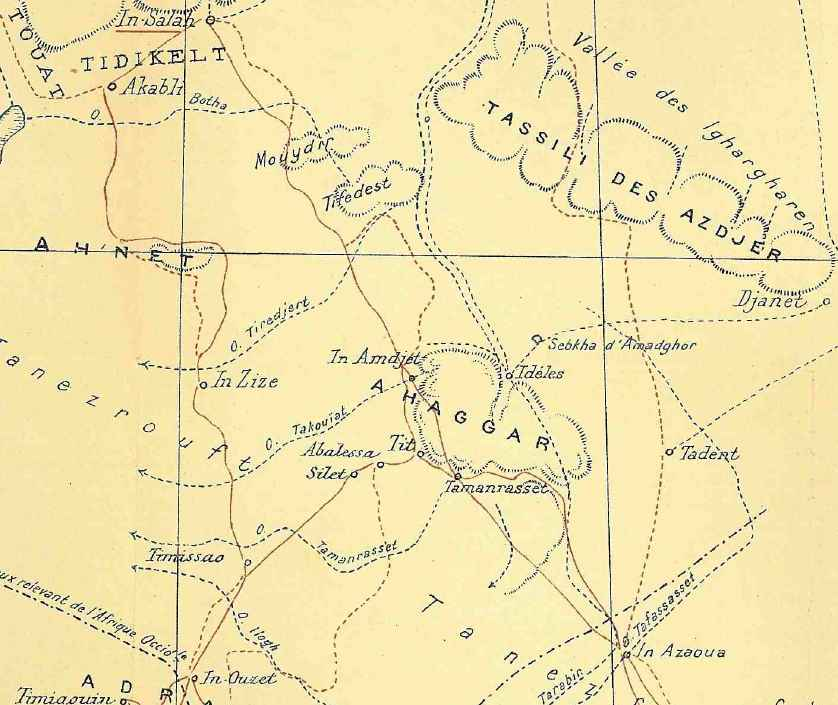
La regione dell'Ahaggar dove avvennero i fatti

La spedizione punitiva partì il 23 marzo 1902 da In Salah. Il 25 aprile giunse a Ideles, e nelle capanne abbandonate vennero rinvenuti oggetti appartenuti a Flatters e compagni, il che confermò l'idea francese della responsabilità di Ahitaghel nell'attacco ed eccitò ancor più gli animi contro i Tuareg. Non riuscendo a raggiungere Baba ag Tamaklast, i soldati di Cottenest si dedicarono quindi alla sistematica distruzione dei villaggi, che gli abitanti avevano lasciato abbandonati, e all'incendio delle colture che proprio in quei giorni erano mature e pronte ad essere raccolte: Tazrouk (28 aprile), Tararouaout (4 maggio), Tamanrasset (6 maggio).
A questo punto, dopo avere percorso alla base tutto il perimetro del massiccio dell'Ahaggar ed avere così posto piede per la prima volta in territori fino ad allora inviolati, la spedizione, che aveva perso le tracce di colui che inseguiva, si accinse al ritorno. Nel primo pomeriggio del 7 maggio giunse a Tit.
Lo svolgimento della battaglia è stato descritto in modi diversi a seconda delle fonti. Non vi sono solo divergenze tra francesi e tuareg ma anche, all'interno dei tuareg, tra i nobili Kel Ghela e i vassalli, Dag Ghali, che ebbero il maggior numero di caduti. Secondo la ricostruzione di parte francese, l'attacco sarebbe stato sferrato da circa 300 uomini cammellati (che si erano tenuti nascosti in un vallone), contro i soldati di Cottenest che erano rimasti relativamente in pochi, perché due gruppi erano stati distaccati in avanscoperta e a protezione del fianco. I francesi avrebbero cercato riparo in una postazione sopraelevata (la collina Tin-êsa, col cui nome la battaglia è conosciuta tra i Tuareg), resistendo con valore agli attaccanti, che comunque proprio in questa fase sarebbero giunti a ferire il comandante. Ma l'arrivo degli altri due gruppi, attirati dalla sparatoria, avrebbe avuto un effetto sorpresa sui tuareg che, presi tra due fuochi, avrebbero ben presto avuto la peggio.
La descrizione dell'evento da parte tuareg coincide in diversi punti, anche se non fa parola del distaccamento di una parte della truppa e del suo arrivo alle spalle degli attaccanti. I guerrieri tuareg si trovavano nel vallone di Amessera, seguendo, come già facevano da diversi giorni, la truppa di Cottenest, mantenendosi a poca distanza, per non farsi vedere, spiando il momento propizio per l'attacco, ma esitando a farlo. Al momento in cui i militari si fermarono e scesero dai cammelli, i Tuareg cominciarono una carica spingendo i cammelli al galoppo. Arrestati dal fuoco dei fucili a ripetizione, scesero di sella e attaccarono a piedi, cercando di arrivare al corpo a corpo, ma vennero respinti prima di riuscirci. Qui si vede la principale differenza tra il resoconto dei Francesi e quello dei Tuareg. Secondo i primi, «quasi tutti posseggono, con nostra grande sorpresa, un fucile», mentre i secondi non fanno cenno al possesso di armi da fuoco.(«Amessera ha visto un combattimento accanito / con le lance e i fucili degli Infedeli / e le nostre spade sguainate...», Foucauld 1925: 495) E anche la loro tattica è quella di chi combatte con lance e spade, non con fucili. Se qualche guerriero era in possesso di un'arma, si trattava di vecchi fucili ad avancarica ad un colpo, mentre i Francesi ebbero buon gioco nel decimare gli attaccanti con raffiche a ripetizione. Lo stesso rapporto, di 30:1 tra il numero dei caduti Tuareg e quello dei loro avversari è la prova evidente dell'assoluta disparità di armamenti tra i due contendenti.
In numerose poesie e in resoconti dell'evento da parte di Tuareg della tribù vassalla dei Dag Ghali si sottolinea l'audacia dei propri compagni di tribù, che affrontavano la morte a viso aperto, contrapponendo questo atteggiamento a quello dei nobili Kel Ghela, che si sarebbero rannicchiati dietro alle rocce spaventati. È un dato di fatto che le perdite più gravi si registrarono tra i Dag Ghali.
A riprova della disparità dei giudizi su tanti aspetti della battaglia a seconda dei punti di vista, può essere utile confrontare l'immagine del comandante francese, il tenente Cottenest, nelle descrizioni dei francesi e in quelle dei tuareg. Scrive infatti Brunon (p. 35) «La sua figura slanciata, il suo profilo sottile ed energico, la sua barba squadrata accentuavano il suo aspetto virile. Era il prototipo dell'ufficiale d'Africa di prima del 1914». Viceversa, in una poesia tuareg sulla battaglia, lo si definisce uomo dalle grosse articolazioni, pagano, apostata e repugnante (Foucauld 1930: 422).

## Conseguenze
La battaglia di Tit segnò la fine del mito dell'invincibilità dei Tuareg. Sul piano pratico, essa costò la vita a un numero elevatissimo di guerrieri rispetto al totale che essi potevano mettere in campo. Il resoconto di Cottenest parla di 71 caduti tuareg sul campo di battaglia, cui se ne dovevano aggiungere altri 22 ritrovati durante l'inseguimento successivo alla rotta. In realtà, quella notte cadde un violento nubifragio che interruppe ben presto l'inseguimento, per cui le cifre vanno considerate parziali. Si calcola che, sommando anche coloro che morirono nei giorni successivi per le ferite riportate, il totale è di sicuro superiore al centinaio, forse addirittura di 120 o 150 uomini (valutazioni francesi). Per la singola tribù dei Dag Ghali, Foucauld rileva che i 150 guerrieri che essa poteva mettere in campo dopo tale battaglia erano ridotti della metà.
Dal punto di vista politico, Tit inflisse un grave colpo al partito di chi voleva opporsi in ogni modo alla Francia, e aprì la strada a Musa ag Amastan —guerriero valoroso ma anche politico accorto e fautore di un atteggiamento più pragmatico— verso la carica di amenukal, in sostituzione di Attisi ag Amellal.